# Concentração de mercado
Em economia, concentração de mercado, ou concentração no ramo de atividade, é uma função do número das empresas e das suas respectivas quotas de mercado no total das vendas (ou, em alternativa, dos activos ou dos empregados totais) num mercado ou indústria.
Em organização industrial, a concentração de mercado pode ser usada como uma medida da concorrência, que segundo alguns autores, como Joe S. Bain, se relaciona positivamente com a taxa de lucro numa indústria, ou ramo de actividade.

## Apresentação
Como instrumento económico, a concentração de mercado é útil porque reflecte o grau de concorrência num mercado ou sector de actividade. Tirole (1988, p. 247) refere que:
Bain (1956) foi dos que primeiro se preocuparam com a concentração de mercado, baseado numa relação intuitiva entre uma alta concentração e o conluio de empresas.
Há na teoria dos jogos modelos de interacção (p.e. entre oligopolistas) que prevêem que um aumento da concentração de mercado resulta em preços mais elevados e em menor bem-estar do consumidor, até mesmo quando não existe conluio no sentido de cartelização (i.e. conluio explícito). São exemplos o oligopólio de Cournot e o oligopólio de Bertrand para produtos diferenciados (Bertrand oligopoly for differentiated products).
Quando os organismos de defesa da concorrência estão a avaliar uma potencial violação das leis da concorrência, usualmente procuram determinar o mercado relevante e medir a concentração de mercado no mercado relevante.

## Testes empíricos
Os estudos empíricos que se destinam a testar a relação entre concentração de mercado e preços são no conjunto conhecidos como estudos concentração-preço (price-concentration studies); ver Weiss (1989).
Usualmente, um estudo que pretenda testar a relação entre o preço e o nível de concentração de mercado está também (simultaneamente) a testar se o mercado pode ser definido como relevante (relativamente ao qual a concentração de mercado está a ser calculada); isto é, se as fronteiras de cada mercado não estão a ser determinadas ou demasiado estreitamente ou com demasiado amplitude de modo a que "mercado" seja definido com significado em termos de interações de concorrência das empresas que dele fazem parte (ou que o compõem).

## Quantificação
Para a quantificação da concentração de mercado são usualmente utilizados o índice Herfindahl (Herfindahl index) e o rácio de concentração (concentration ratio).
Nos EUA, as Normas de Fusão Horizontal (Horizontal Merger Guidelines) da Federal Trade Commission, no capítulo intitulado "Market Definition, Measurement and Concentration", estabelecem como medida da concentração o Índice Herfindahl.
Uma medida simples da concentração de mercado é 1/N, em que N é o número de empresas no mercado. Esta medida de concentração ignora a dispersão entre as quotas das empresas. É decrescente pelo número de empresas e não crescente no grau de simetria entre eles. Esta medida é útil em termos práticos somente se uma amostra das quotas de mercado das empresas se considera que seja aleatória, e não determinada pelas características inerentes das empresas.
Qualquer critério que possa ser usado para comparar ou ordenar distribuições (p.e. Distribuição de probabilidade, Distribuição de frequências ou Distribuição de dimensão) pode ser usado como critério concentração de mercado. Como exemplos temos o domínio estocástico (stochastic dominance) e o Coeficiente de Gini.
Curry e George (1981) listam as seguintes medidas "alternativas" de concentração:
(a) A média do primeiro momento estatístico da distribuição (Niehans, 1958); Hannah e Kay (1977) consideram-no um índice de "concentração absoluta":
{\displaystyle {\bar {X}}_{1}=\sum x_{i}^{2}/x_{i}=\sum x_{i}H}
(b) O índice Rosenbluth (1961) (também de Hall e Tideman, 1967):
{\displaystyle R={\frac {1}{2\sum is_{i}-1}}} em que o símbolo i representa a posição ordenada da empresa.
(c) O índice de concentração alargado (comprehensive concentration index) (Horvath 1970):
{\displaystyle CCI=s_{1}+\sum _{i=2}^{N}s_{i}^{2}(2-s_{i})} em que s1 é a quota da maior empresa.  O índice é similar a  {\displaystyle 2{\text{H}}-\sum s_{i}^{3}}, excepto que atribui maior peso à quota da maior empresa.
(d) A inclinação de Pareto (Pareto slope) (Ijiri e Simon, 1971). Se a distribuição de Pareto é representada em escalas logarítmicas duplas, [então] a função de distribuição é linear, e a sua inclinação pode ser calculada se for ajustada a uma distribuição de dimensão (size-distribution) observada.
(e) O índice Linda (1976)
{\displaystyle L={\frac {1}{N(N-1)}}\sum _{i=1}^{N-1}Q_{i}} em que Qi é o rácio entre a quota média das primeiras {\displaystyle i} empresas e a quota média das remanescentes {\displaystyle N-i} empresas.  O índice destina-se a medir o grau de desigualdade entre os valores da variável de dimensão obtidos para as várias sub-amostras de empresas. Também se destina a definir a fronteira entre os oligopolistas de uma indústria e as outras empresas. Tem sido usado pela União Europeia.
(f) O índice U (Davies, 1980):
{\displaystyle U=I^{*a}N^{-1}} em que {\displaystyle I^{*}} é uma medida aceite de desigualdade (na prática o coeficiente de variação é sugerido), {\displaystyle a} é uma constante ou um parâmetro (a ser estimado empiricamente) e N é o número de empresas. Davies (1979) sugere que o índice de concentração deve em geral depender tanto de N como da desigualdade das quotas das empresas.

Também Hannah-Kay (1971) propuseram um índice com a seguinte formulação:
{\displaystyle {\text{HK}}_{\alpha }(x)={\begin{cases}&\left(\sum s_{i}^{\alpha }\right)^{\frac {1}{\alpha -1}}{\text{ if }}\alpha >0,\alpha \neq 1\\&\prod s_{i}^{s_{i}}{\text{ if }}\alpha =1\\\end{cases}}}.
Note-se que {\displaystyle \prod s_{i}^{s_{i}}=\exp \left(\sum s_{i}\log(s_{i})\right)}, que é o índice exponencial.
O "número de concorrentes efectivos" é o inverso do índice Herfindahl.